# The Driller Killer
The Driller Killer és una pel·lícula slasher estatunidenca dirigida i protagonitzada per Abel Ferrara el 1979. Va ser en una llista de films prohibits a la Gran Bretanya. La pel·lícula es va estrenar als EUA el 1979, al Regne Unit  el 2002, i el 2010 era reestnat com VOD. La pel·lícula és ara en el domini públic, ja que no va ser registrada en el cataleg de la United States Copyright Office.

## Argument
Reno, pintor resident en un barri de mala fama de Nova York, amb la seva promesa i l'amant d'aquesta última, queda saturat per les repeticions d'un grup de rock que ocupa el pis veí i per la seva promesa, Carol.

## Repartiment
- Abel Ferrara: Reno Miller (als crèdits com Jimmy Laine)
- Carolyn Marz: Carol
- Baybi Day: Pamela
- Harry Schultz: Dalton Briggs
- Alan Wynroth: Landlord
- Maria Helhoski: la monja
- James O'Hara: l'home de l'església
- Richard Howorth: Stephen, el marit de Carol
- Louis Mascolo: el víctima del ganivet
- Tommy Santora: l'agressor
- Rita Gooding: spot televisat
- Chuck Saaf: spot televisat
- Gary Cohen: el narrador (veu)

## Rebuda
La pel·lícula es va estrenar als EUA sense controvèrsia el 1979. Al Regne Unit, tanmateix, la reacció va ser molt diferent. El 1982, els distribuïdors del Regne Unit de Driller Killer, Vipco (Video Instant Picture Company) va treure anuncis a pàgina sencera en un nombre de revistes de cinema on mostraven la violència explícita, descrivint un home que és perforat del front pel Driller Killer. El text per a la publicitat i caixa de vídeo era: N'hi ha que maten violentament."

## Al voltant de la pel·lícula
- El rodatge s'ha desenvolupat a Nova York de juny de 1977 a març de 1978.
- El grup The Damned menciona la pel·lícula en la seva peça Nasty.
- Abel Ferrara i el guionista Nicholas St. John han col·laborat en molts films, com ara Ms. 45 (1981), Fear City (1984), King of New York (1990), Body Snatchers, Dangerous Game (1993), The Addiction (1995) o The Funeral (1996).
- El director William Friedkin, impressionat per la pel·lícula, convencerà l'estudi Warner Bros. de produir la segona pel·lícula de Ferrara L'àngel de la venjança (1981).